# Nymphocixia unipunctata
Nymphocixia unipunctata är en insektsart som beskrevs av Van Duzee 1923. Nymphocixia unipunctata ingår i släktet Nymphocixia och familjen kilstritar. Inga underarter finns listade i Catalogue of Life.